# Chan Lam Hams
Chan Lam Hams (* 13. Mai 1955) ist ein ehemaliger Radrennfahrer aus Hongkong.

## Sportliche Laufbahn
Chan Lam Hams war Straßenradsportler und im Bahnradsport aktiv. Er war Teilnehmer der Olympischen Sommerspiele 1976 in Montreal. Im Mannschaftszeitfahren wurde der Vierer aus Hongkong mit Chan Fai Lui, Chan Lam Hams, Kwong Chi Yan und Tang Kam Man 26. des Rennens. Im olympischen Straßenrennen schied er aus. Auf der Bahn wurde er 28. im 1000-Meter-Zeitfahren. Über sein weiteres Leben und seine sportlichen Erfolge ist nichts bekannt.